# Monts Torricelli
Les monts Torricelli sont un massif montagneux dans la province de Sandaun au nord-ouest de la Papouasie-Nouvelle-Guinée. Leur point culminant est le mont Sulen à 1 650 mètres d'altitude. Les monts Bewani sont situés à l'ouest et les monts du Prince-Alexandre à l'est. Au nord, les montagnes plongent dans l'océan Pacifique, et au sud se prolongent par le bassin du fleuve Sepik. 

## Écologie
La partie de la chaine située au-dessus de 1 000 mètres d'altitude est placée dans l'écorégion des forêts humides de montagne du nord de la Nouvelle-Guinée, écorégion qui s'étend aussi dans les montagnes voisines. Les zones en dessous de 1 000 mètres font  partie des forêts humides des plaines et marécages du nord de la Nouvelle-Guinée.
Deux des mammifères les plus menacés au monde: le Tenkile (Dendrolagus scottae) et le  Dendrolague doré (Dendrolagus pulcherrimus) vivent dans la forêts tropicales de ces montagnes.